# Waldfriedhof Memmingen
Der Waldfriedhof Memmingen befindet sich im Osten der Stadt Memmingen, nördlich der Münchner Straße.

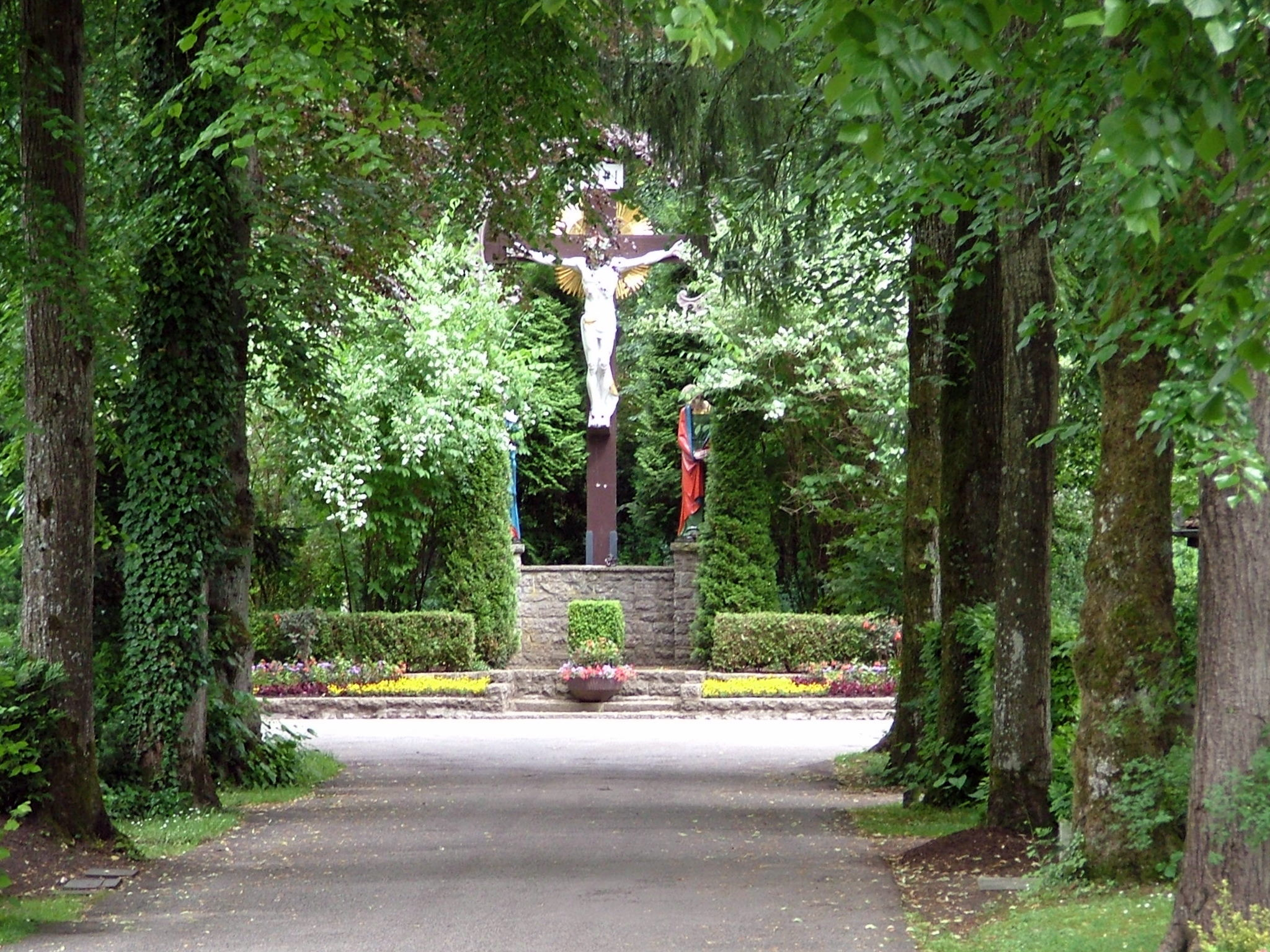
Kreuz in der Mitte des Friedhofs

## Geschichte
Im Mittelalter waren Friedhöfe immer an Kirchen gelegen, sog. Kirchfriedhöfe. In Memmingen lagen somit einzelne Friedhöfe auf dem Martin-Luther-Platz bei St. Martin, bei der Frauenkirche, und am Heilig-Geist-Kloster am Hallhof. Nachdem 1517 diese zu klein wurden, wurde das Grundstück des ehemaligen Schottenklosters an der heutigen Augsburger Straße als Friedhof geweiht. Anfang des 20. Jahrhunderts waren Erweiterungen des Friedhofs nicht mehr möglich, wodurch im Oktober 1913 der Ankauf von Flächen nördlich der Münchner Straße begann. Durch den Ersten Weltkrieg wurde die Anlage des neuen Friedhofs jedoch verzögert. Zur Planung wurde 1919 ein Architektenwettbewerb veranstaltet, aus dem Hans Grässel, Architekt und Baubeamter, als Sieger hervorging. Dieser konzipierte daraufhin zusammen mit Georg Dannecker, dem Friedhofsreferenten im Stadtrat einen Waldfriedhof. Dieser wurde am 20. Mai 1920 eröffnet und zum Hauptfriedhof erklärt.

## Aufbau
Der Waldfriedhof Memmingen hat eine Fläche von ca. 14,5 Hektar und beinhaltet (Stand 2024) ca. 7700 Grabstätten.

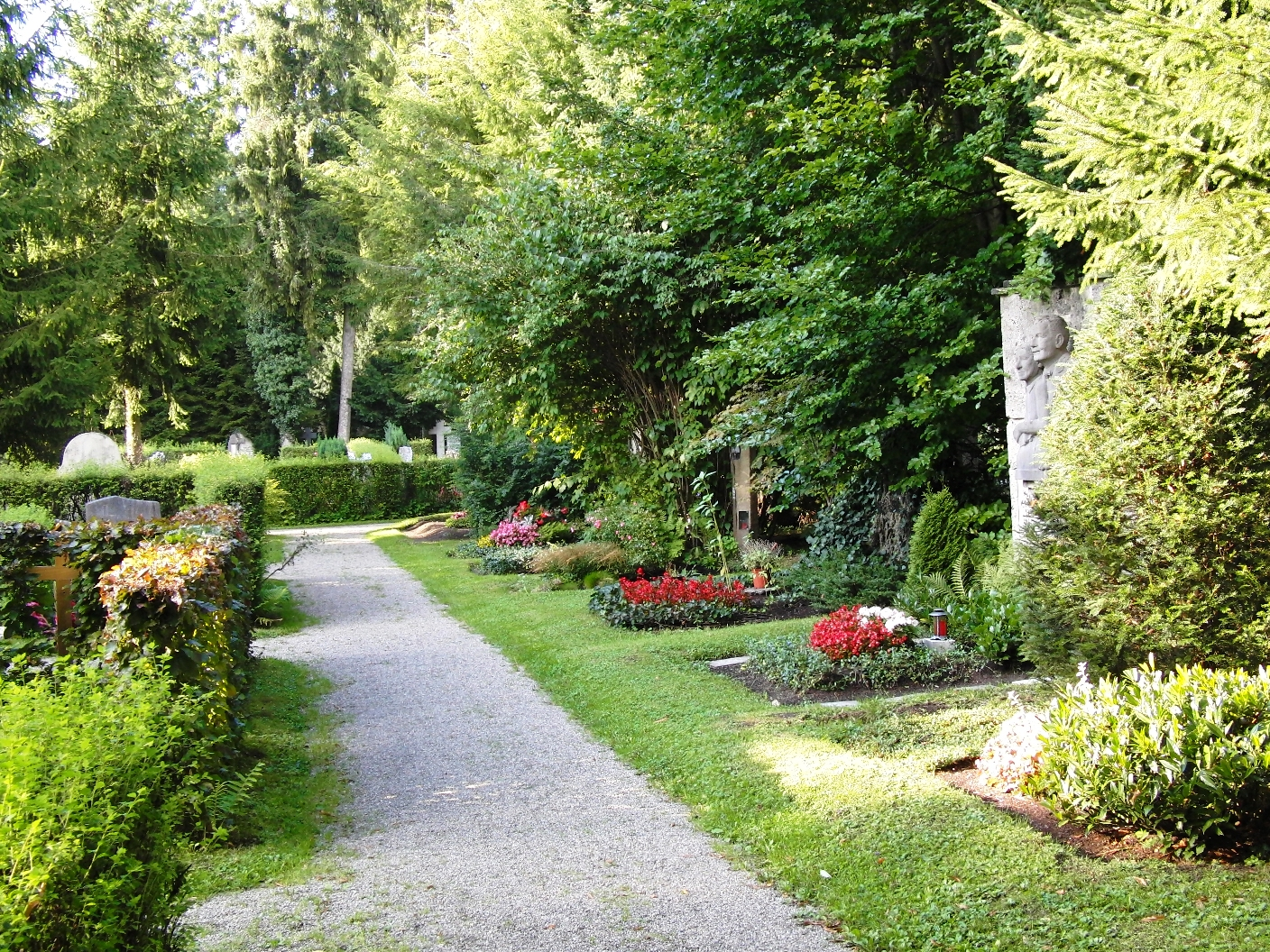
Unterteilung der Parzellen

Früh wurde das Areal durch Fichten abgegrenzt und durch Sträucher in Parzellen gegliedert. Heute gibt es 30 große Parzellen, die wiederum in kleinere Flächen unterteilt sind.

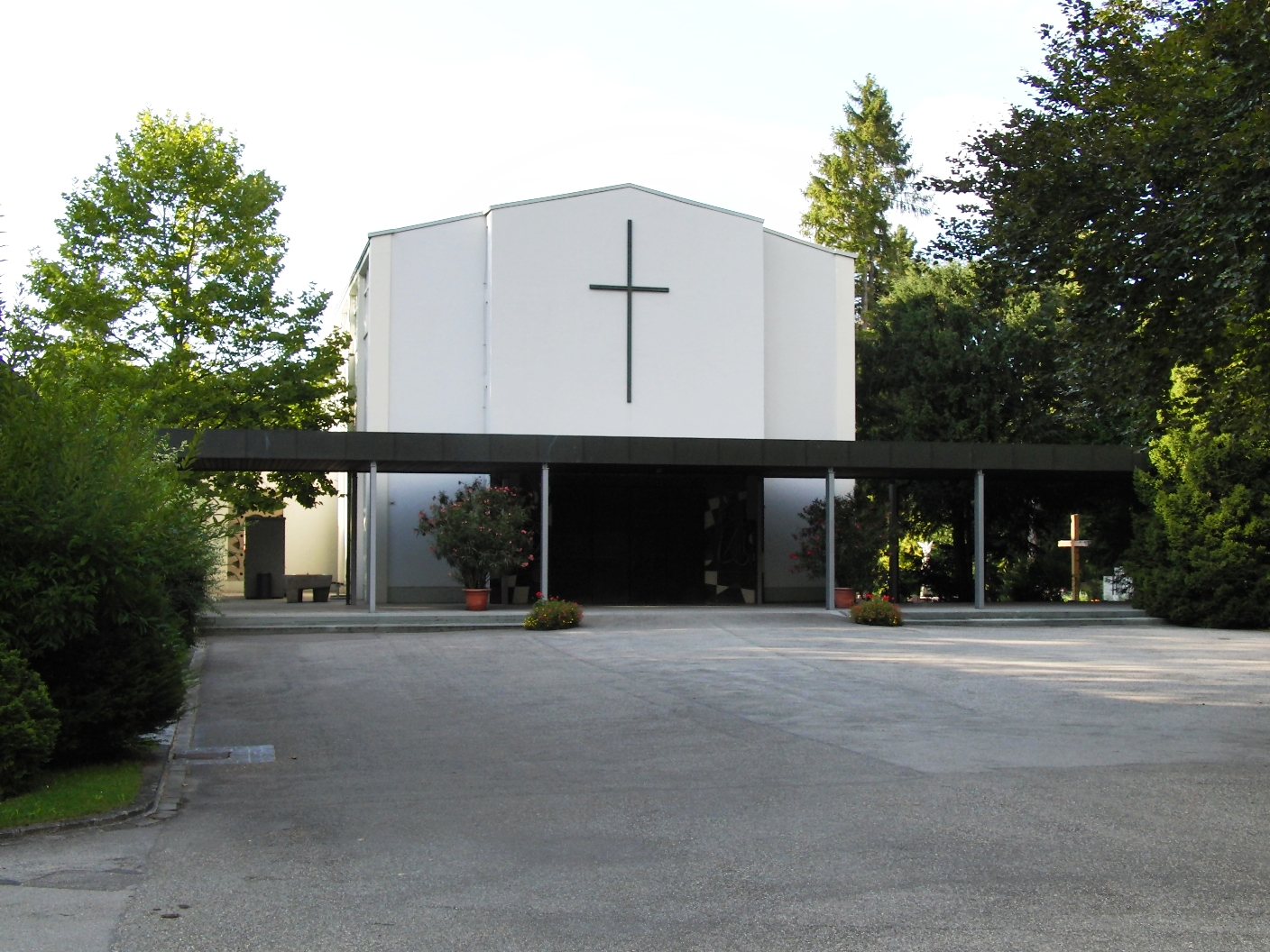
Aussegnungshalle

Im westlichen Teil des Friedhofs befinden sich neben der Verwaltung sowohl die 1959 fertiggestellte Aussegnungshalle von Architekt Hubert Kiebler, in der Trauerfeiern abgehalten werden, als auch das Krematorium, das jedoch nicht der Stadt Memmingen gehört. Dort ist ebenfalls der Haupteingang, in dessen Sichtachse das große Kreuz in der Mitte des Friedhofs steht, von dem aus Wege in alle Richtungen gehen.

## Ehrenfriedhöfe
Auf dem Waldfriedhof wurden seit den 1920er Jahren insgesamt sechs Ehrenfriedhöfe und Denkmäler für Kriegsopfer angelegt.
Nach dem Ersten Weltkrieg wurde zunächst Max von Mulzer sowie den anderen Veteranen eine Grabstätte errichtet. Adolf Daumiller, ein Memminger Bildhauer, schuf ein Steinkreuz für die Veteranen sowie einen Bronzeadler für Mulzer.
Ein zweiter Ehrenfriedhof wurde 1941 zunächst für Wehrmachtangehörige errichtet. Später wurden dort vor allem die Opfer des Bombenangriffs vom 20. Juli. 1944 beerdigt.

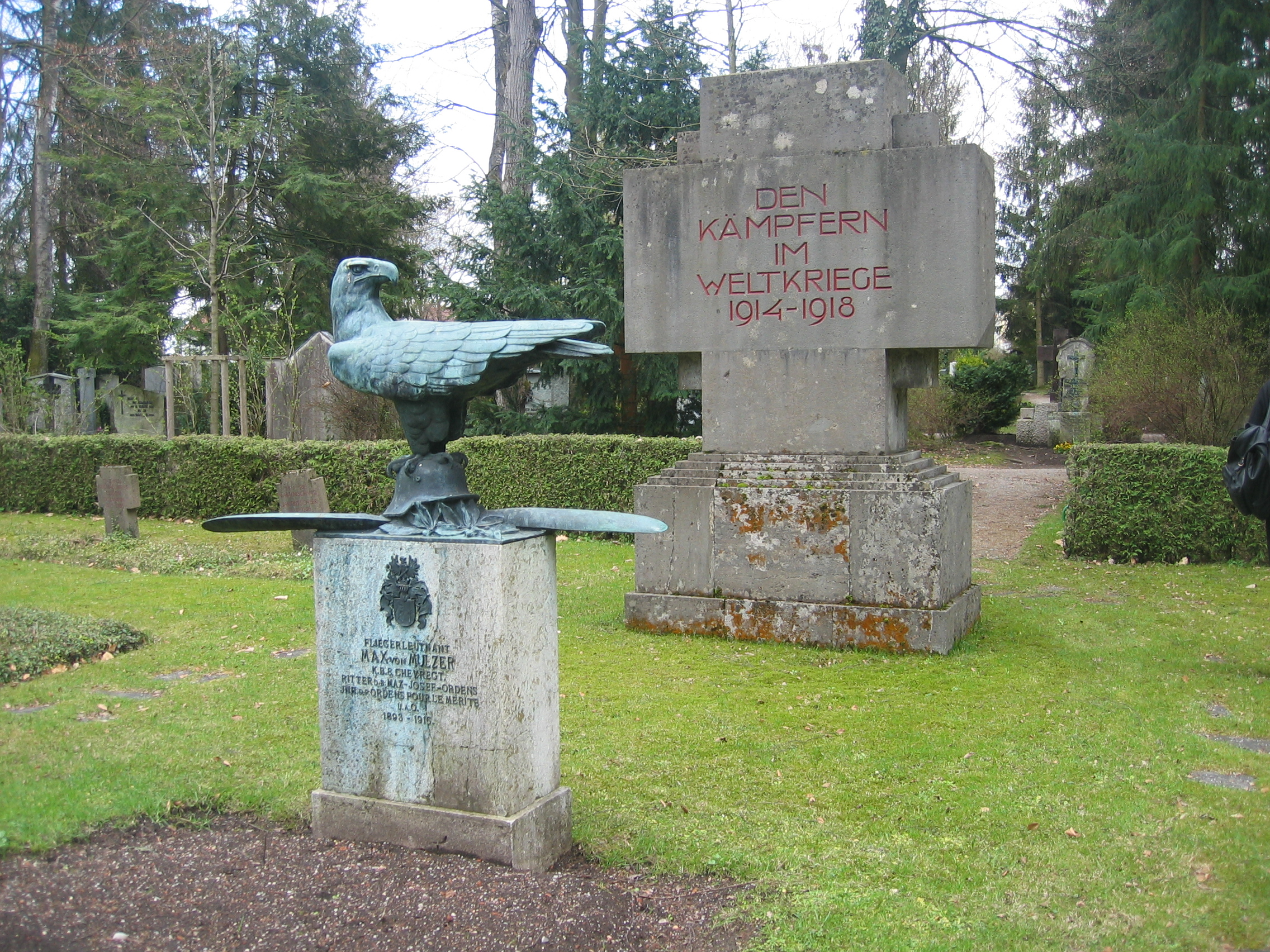
Steinkreuz und Bronzeadler

Außerdem entstand ein Grab für die ca. 150 Kriegsgefangenen und Zwangsarbeiter, die im Stalag VIIB, einem Gefangenenlager am Hühnerberg, verstorben waren.
Der Bildhauer Johannes Ahne errichtete aus Beton und Stacheldraht ein Kunstwerk zur Erinnerung an den Zweiten Weltkrieg.

## Hier bestattete bekannte Persönlichkeiten
Auf dem Friedhof sind einige Künstler und andere Persönlichkeiten bestattet.

### Künstler
- Adolf Daumiller (1876–1962), Bildhauer
- Max Pöppel (1909–1989), Bildhauer
- Erich Marschner, Kunstmaler

### Bedeutende Bürger
- Friedlich Emmert, Kirchenrat
- Hofrat Karl Scherer, Bürgermeister[5]
- Julius Miedel (1863–1940), Lehrer, Stadtarchivar, Historiker und Memminger Ehrenbürger
- Johannes Peffer
- Max Neudegger